# Bartolomeo Trosylho
Bartolomeo Trosylho (in modernem Portugiesisch Bartolomeu Trosilho, alternativ Torzelho, Truxillo und andere Varianten) (* um 1500;  † um 1567) war ein portugiesischer Komponist der Renaissance.

## Leben

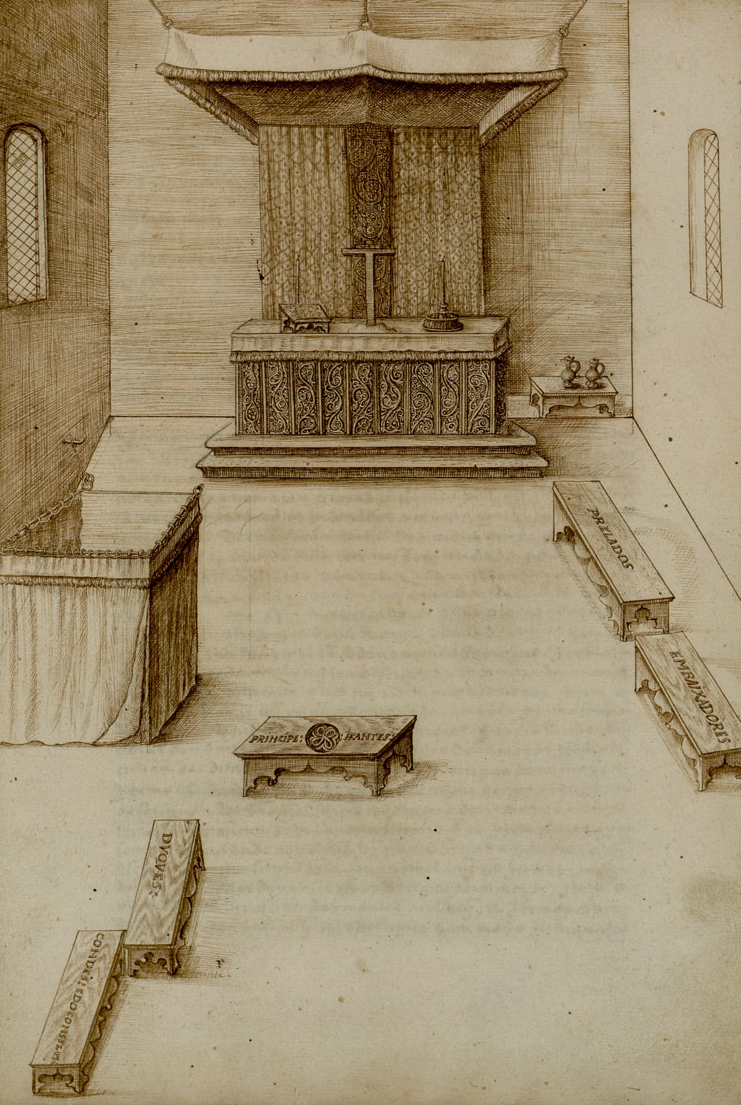
Die Capela Real im 15. Jahrhundert

Bartolomeo Trosylho wurde um 1500 geboren. Über seine Jugend und Ausbildung ist nichts bekannt. Zum ersten Mal wird er um das Jahr 1532 als Sänger und Kammermusiker in Dokumenten erwähnt.  1548 wurde er als Nachfolger von Francisco Rodrigues Kapellmeister unter König Johann III. Selbiger entschied in einer Reform der Hofkapelle (Capela real), dass der Kapellmeister ein Kleriker sein musste, sodass Trosylho in höherem Alter gezwungen war, Priester zu werden, um seine Stellung zu behalten.
Trosylho starb um 1567, während der Regierungszeit König Sebastians. Sein Nachfolger als Kapellmeister wurde António Carreira.
Im Umkreis der Hofkapelle findet sich auch ein Musiker namens Pedro Trosylho, der vermutlich ein Bruder oder sonstiger naher Verwandter Bartolomeo Trosylhos war.

## Werke
Obwohl er fast 20 Jahre der Capela Real vorstand, sind heute nur drei Kompositionen sicher und eine vierte eventuell Bartolomeo Trosylho zuweisbar.
- Alleluia (2 Versionen) zu 4 Stimmen
- Benedicamus Domino zu 4 Stimmen
- Dies mei transierunt zu 4 Stimmen
- Circumdederunt me zu 4 Stimmen